# Wahn (Hümmling)
Wahn ist eine Siedlungswüstung und war bis zum 1. April 1941 eine Gemeinde im damaligen Landkreis Aschendorf-Hümmling. Danach wurde die Siedlung geräumt, um den Kruppschen Schießplatz zu Meppen zu erweitern. Alle Gebäude wurden abgetragen und die Bewohner in Nachbargemeinden umgesiedelt.

## Geografie
Die Wüstung Wahn liegt etwa auf halbem Weg zwischen Sögel und Lathen an der heutigen Landesstraße 53 an der Einmündung der Hauptstraße aus Renkenberge. Das Gebiet der ehemaligen Gemeinde ist heute aufgeteilt auf die Gemeinden Lathen, Sögel, Renkenberge und Werpeloh.

## Geschichte

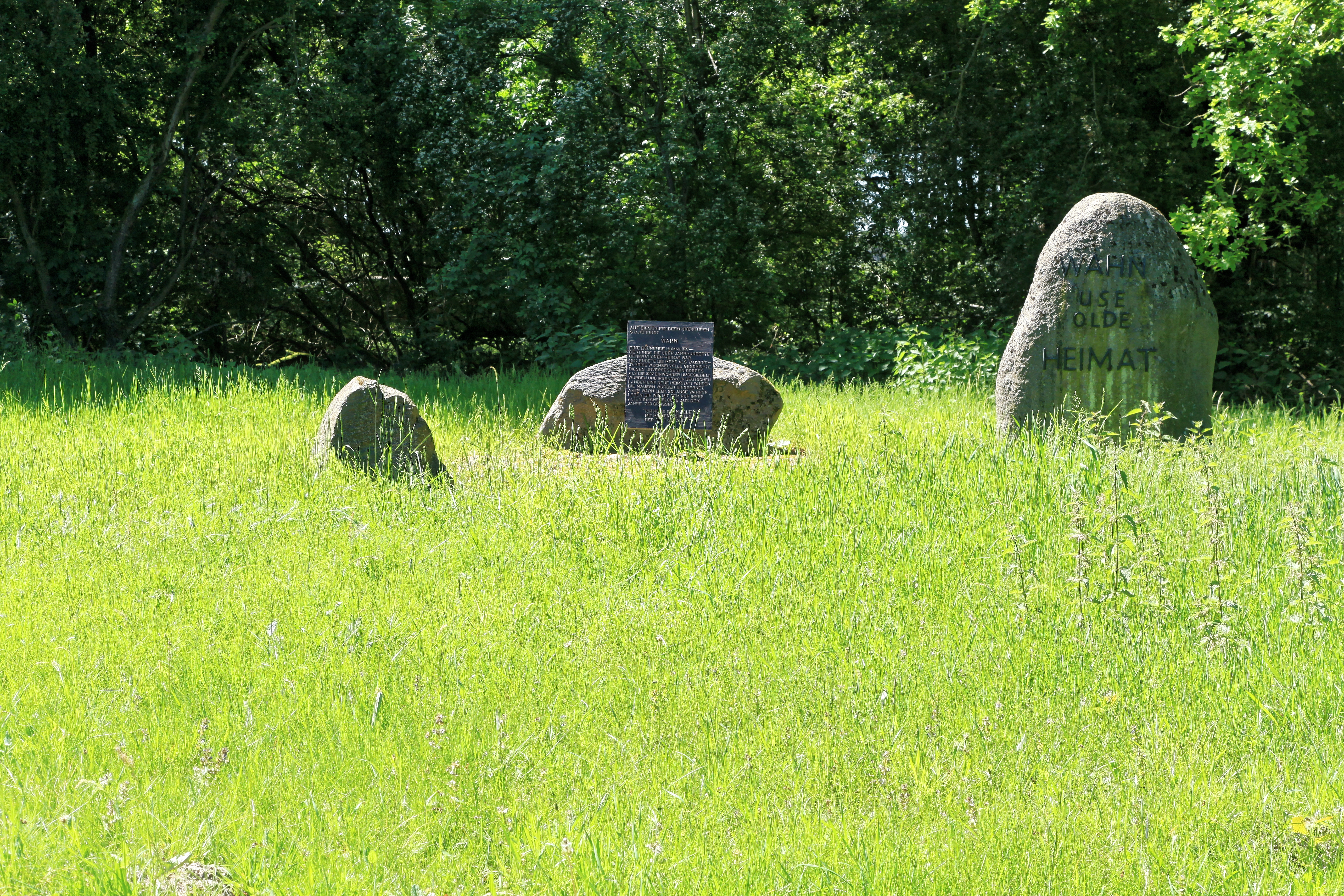
Heimatstein Wahn

Um 1000 wurde Wahn im Corveyschen Register mit „Walinoon“ genannt, woraus man die Siedlungsbezeichnung aus einer Personenbezeichnung herleitet, also die Ansiedlung des Wali. 1749 wurde die Antoniuskirche nach Plänen von Johann Conrad Schlaun errichtet. Eine erste feste Straße, die von Lathen nach Sögel erhielt der Ort 1868. Als Pflasterung dienten Feldsteine. Der Anschluss an das Bahnnetz durch die Eröffnung der Hümmlinger Kreisbahn erfolgte 1898.
Am 5. September 1877 wurde bei Meppen durch die Firma Krupp der Schießplatz Meppen eröffnet, auf dem Kanonen getestet wurden. 1917 traf eine Granate versehentlich das Wahner Pfarrhaus, durchschlug das Dach und explodierte in einem Aktenschrank, was zu dem Plan führte, den Meppener Schießplatz zu erweitern und das Dorf Wahn aufzulösen. Eine Kommission, zu der auch der Wahner Ortspfarrer Barenkamp gehörte, verhandelte daraufhin mit den Behörden über Enteignung und Entschädigung der Dorfbewohner. Über den bevorstehenden Abriss des Dorfes wurde im Dezember 1917 im Osnabrücker Tageblatt berichtet. Durch das Ende des Ersten Weltkriegs wurden die Pläne jedoch nicht verwirklicht.
Man vergrößerte in den 1920er Jahren die Antonius-Kirche. Sie war nun 37 Meter lang und bot 652 Sitzplätze. Nachdem 1931 der Kirchturm fertiggestellt war, erhielt die Wahner Kirche den Beinamen „Dom des Hümmlings“.
1936 besuchte Adolf Hitler den Schießplatz bei Wahn und initiierte im Anschluss ein im Reichsgesetzblatt veröffentlichtes Gesetz, das die Auflösung der Gemeinde Wahn anordnete. Zu diesem Zeitpunkt war Wahn eines der größten Dörfer des Hümmlings. Neben vier Gaststätten und einem Bahnhof existierten im Ort eine Molkerei und ein Sägewerk. Im Jahr 1941 wurde Wahn für die Erweiterung des Kruppschen Schießplatzes (heute WTD 91), eine Erprobungsstelle für Waffen und Munition, zerstört. Insgesamt 1.007 Einwohner Wahns wurden umgesiedelt und fanden in 67 Orten eine neue Heimat. Viele Wahner wurden in Rastdorf neu angesiedelt, andere in der Gemeinde Lathen im dort neu geschaffenen Ortsteil Wahn. Einige Familien zogen nach Schlesien und verloren nur wenige Jahre später ihr Zuhause ein zweites Mal. 1942 fand in der Antonius-Kirche ein Abschiedsgottesdienst statt, an dem rund 800 Dorfbewohner teilnahmen. Anschließend wurde die Kirche entwidmet und kurze Zeit später abgerissen.

## Einwohnerentwicklung

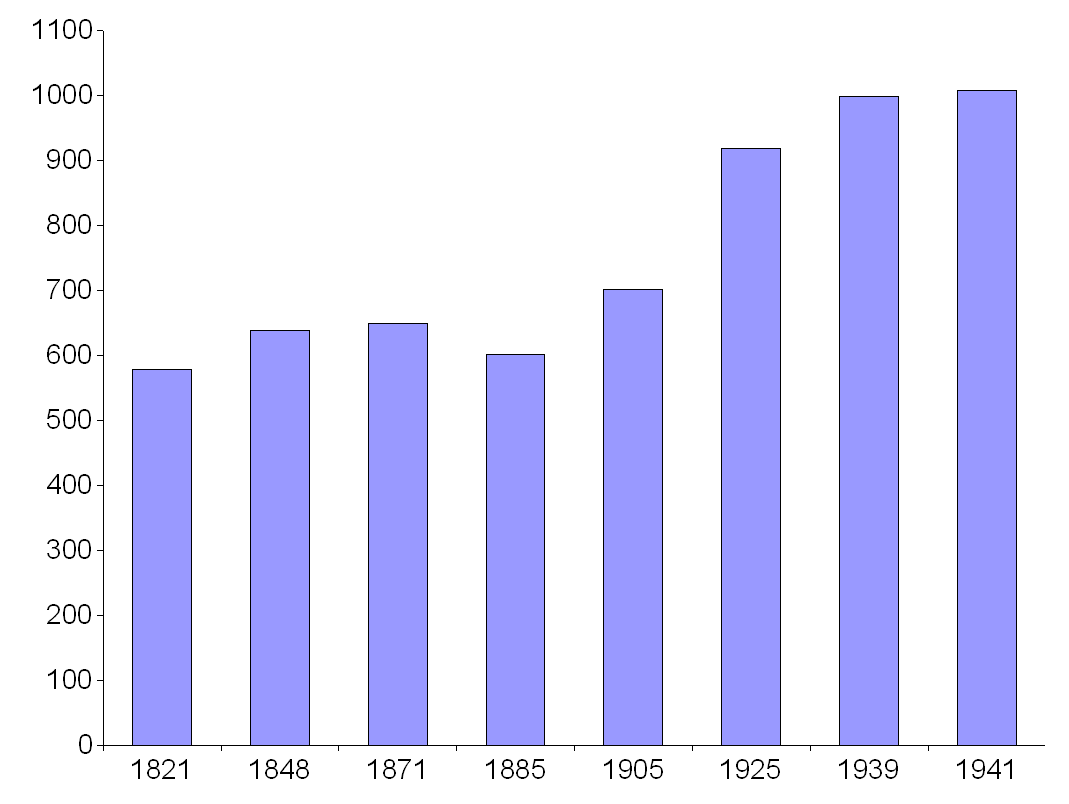
Einwohnerentwicklung von Wahn zwischen 1821 und 1941

| Jahr | Einwohner |
| ---- | --------- |
| 1821 | 579       |
| 1848 | 638       |
| 1871 | 649       |
| 1885 | 602       |
| 1905 | 701       |
| 1925 | 919       |
| 1939 | 998       |
| 1941 | 1.007     |

## Wahn als Ort der Erinnerung und Mahnung

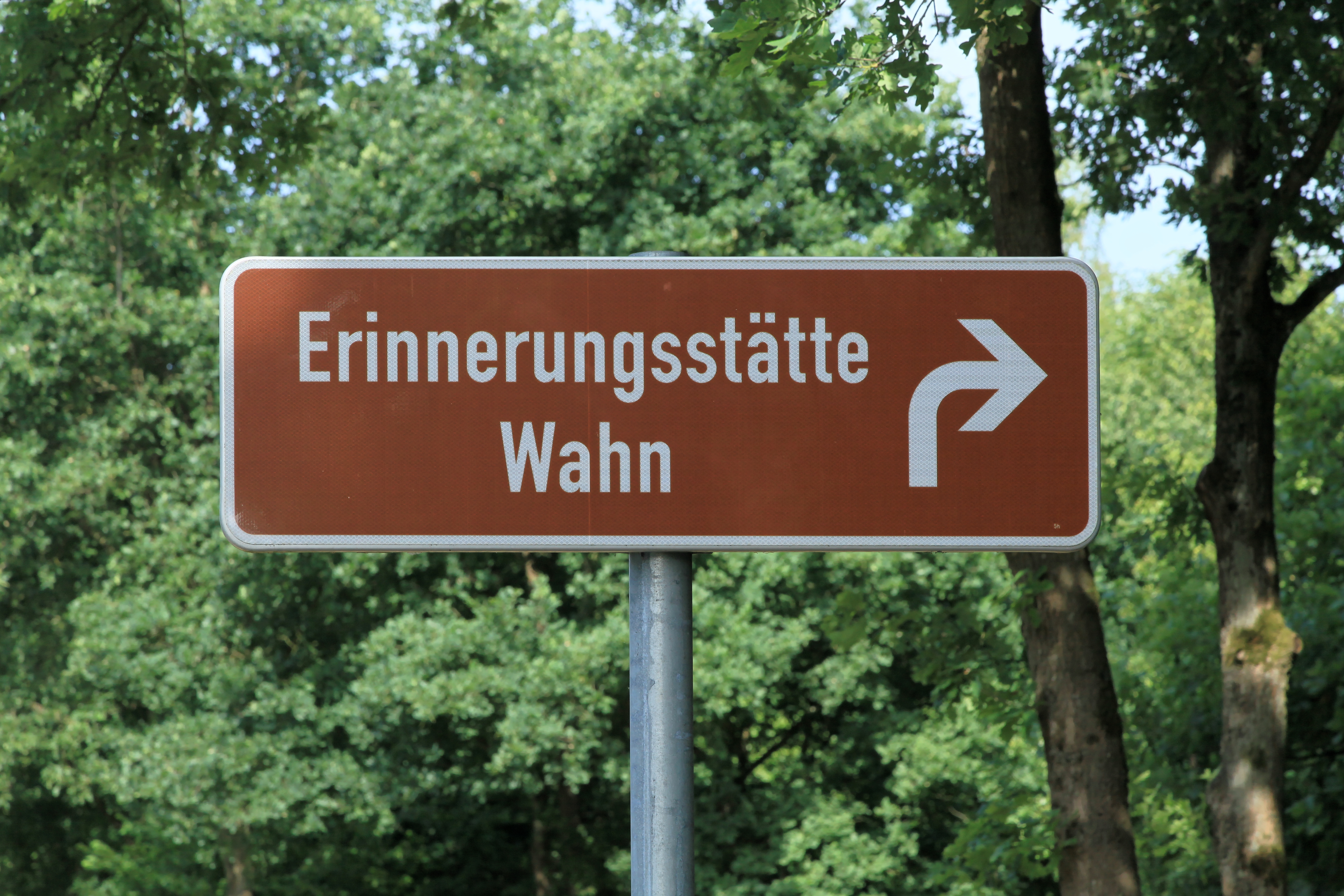
Der Ort als Erinnerungsstätte

2006 verabredeten einstige Dorfbewohner und ihre Nachfahren bei einem Treffen in Wahn, die Geschichte der ehemaligen Hümmlinggemeinde aufzuarbeiten und die alte Dorfstelle teilweise wieder sichtbar zu machen. Dies geschah in Zusammenarbeit mit Mitgliedern der Heimatvereine der umliegenden Orte, der Gemeinde Sögel und des Landkreises Emsland sowie in Absprache mit der Bundesforststelle Sprakelerheide und der Wehrtechnischen Dienststelle für Waffen und Munition. Die Fundamente der Wahner Kirche wurden 2007 freigelegt, neu eingefasst und gestaltet, wobei die Stufen zum Hochaltar, die Stelle des Taufbeckens und ein komplettes Mosaik zum Vorschein kamen. Man begann, auf einer Länge von 1,8 Kilometern alte Straßen wieder freizugraben. Entlang dieser Wege markieren Flinte die Hofstellen, Tafeln informieren über die ehemaligen Eigentümer und deren Verbleib.
Die Messe zum Wahner Treffen, das am 17. Juni 2007 stattfand, wurde erstmals in der „neuen“ Kirche gehalten.
„Es geht nicht darum, den Ort und seine Geschichte touristisch zu vermarkten, sondern Wahn als Mahnung für die Zukunft zu erhalten und an das Schicksal der ehemaligen Bewohner zu erinnern.“
(Hermann Bröring, ehemaliger Landrat des Landkreises Emsland)

## Gedenken
Jährlich, am 3. Sonntag im Juni treffen sich ehemalige Einwohner (bis zu 150/200 Personen) von Wahn in ihrer ehemaligen Heimat zu einem Gottesdienst auf dem Wahner Friedhof. Im Anschluss daran findet eine Prozession zu der kleinen Gnadenkapelle statt, danach versammeln sich die Besucher im Ortskern in der Nähe ihrer ehemaligen Kirche. Diese Tradition hat schon über 60 Jahre Bestand.
Heute befindet sich an der Stelle des einstigen Dorfzentrums ein Gedenkstein und eine bronzene Gedenktafel. An die Antoniuskirche (auch als „Wahner Dom“ bezeichnet), einst eine der größten Kirchen Nordwestdeutschlands, erinnert heute eine Informationstafel mit Texten und Bildern.
Im Heimathof in Sögel im sogenannten Wahnzimmer befindet sich eine Ausstellung über die zwangsumgesiedelte Gemeinde Wahn.

## Filmische Dokumentation
- Wahn. Schicksal eines Hümmlingdorfes. 2 DVD-ROMs. Herausgegeben vom Emsländischen Heimatbund. Meppen 2011, ISBN 978-3-88077-145-1.

## Galerie

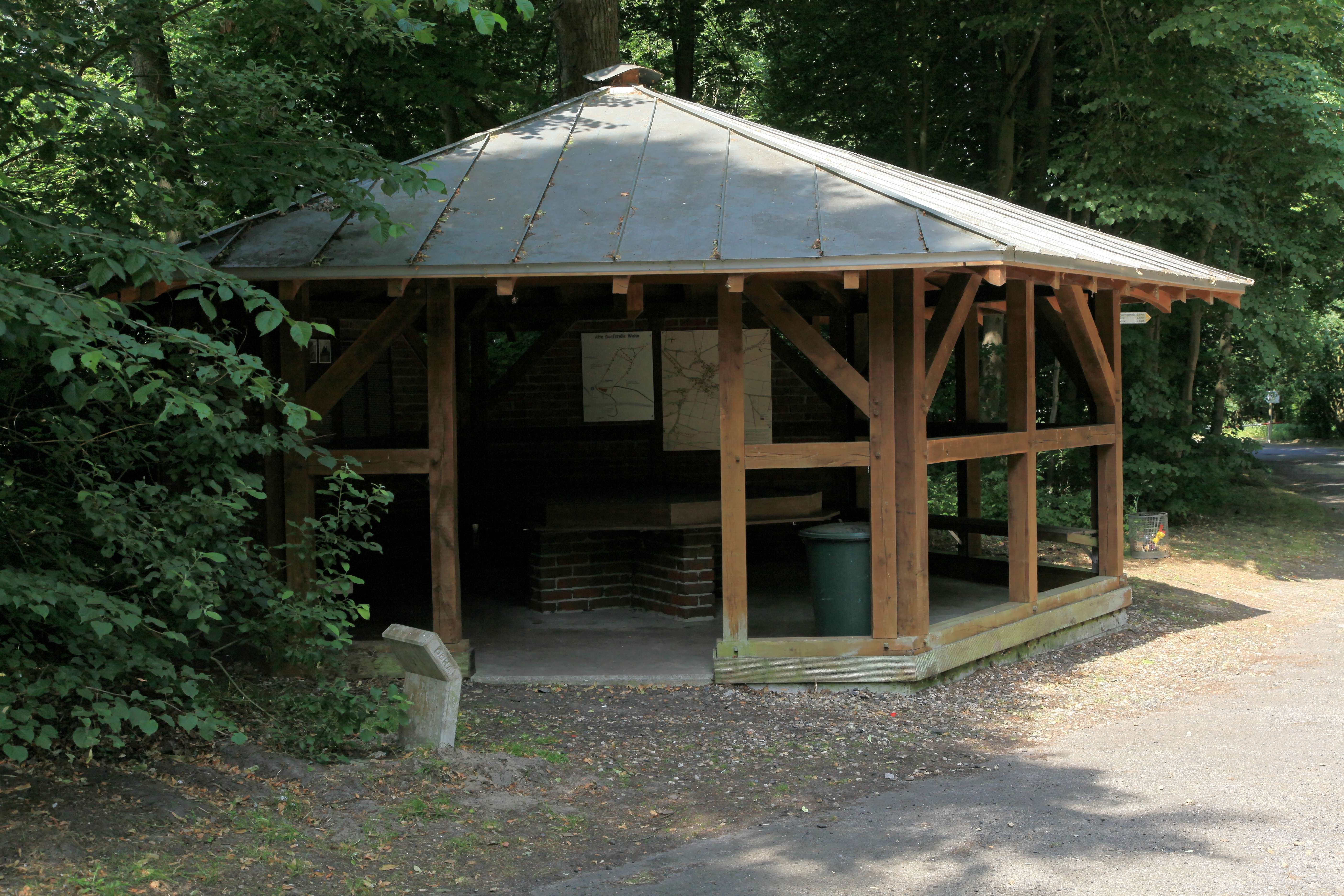
Infopavillon
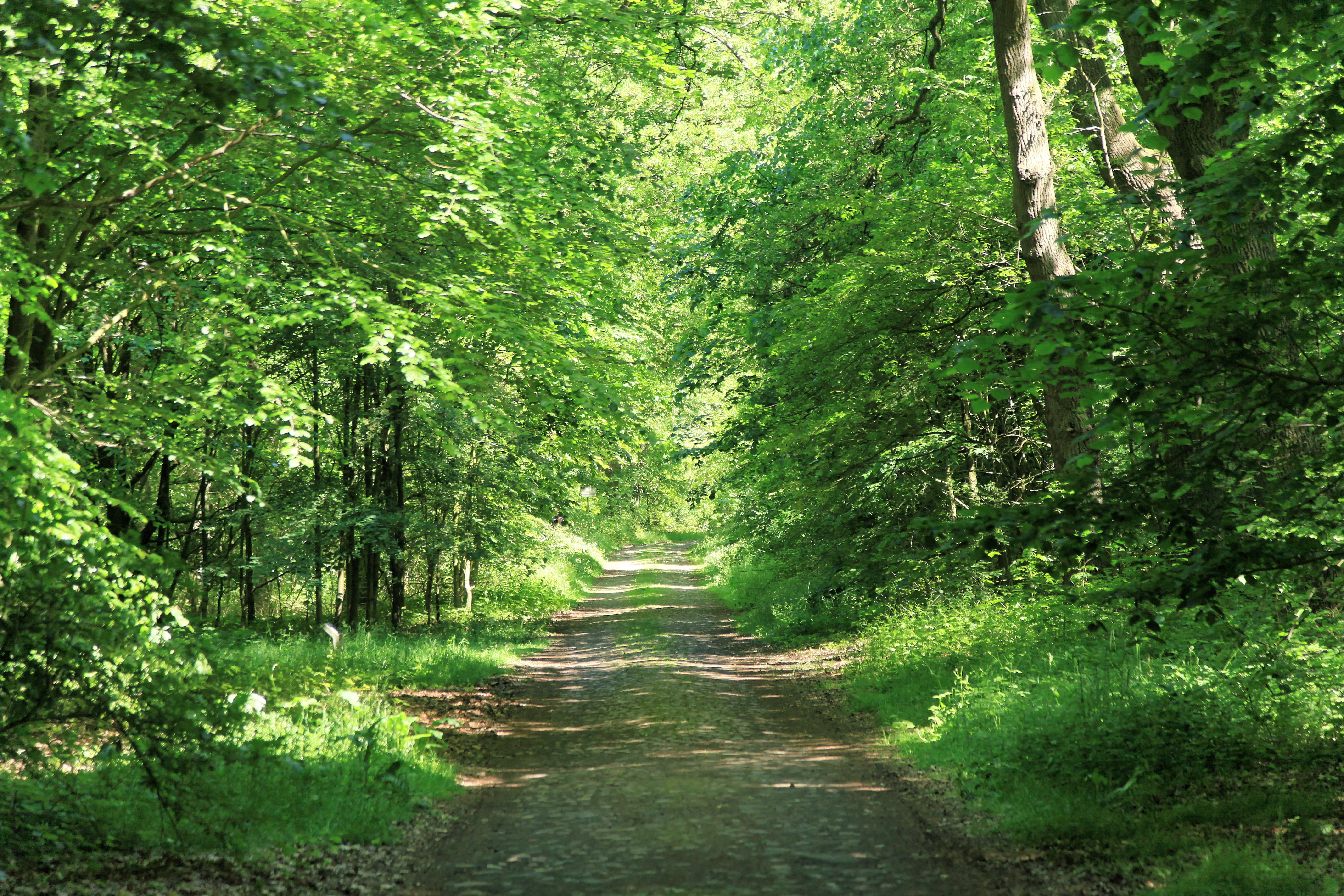
Freigelegte Straße durch Wahn
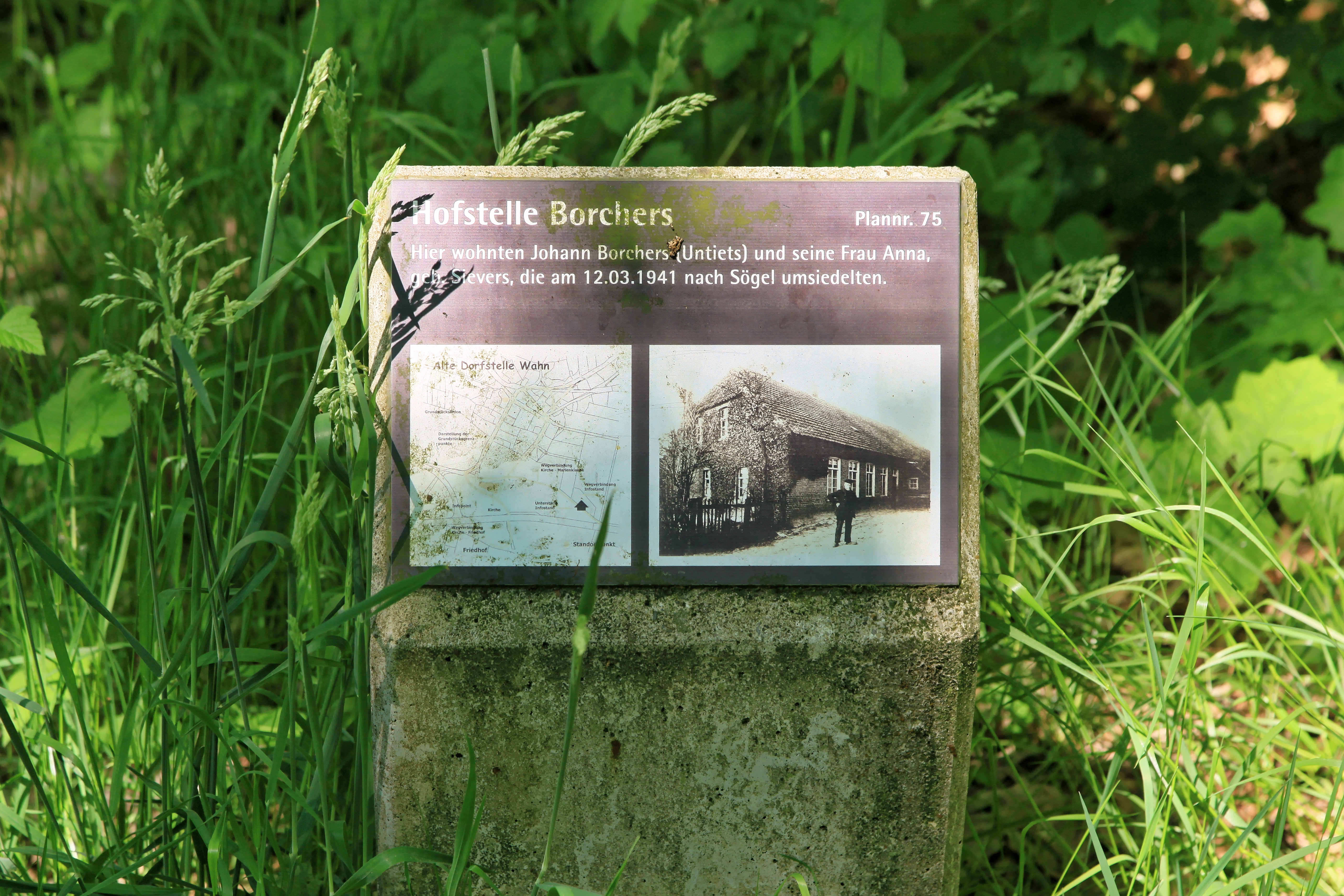
Eine von vielen Markierungen Wahner Hofstellen
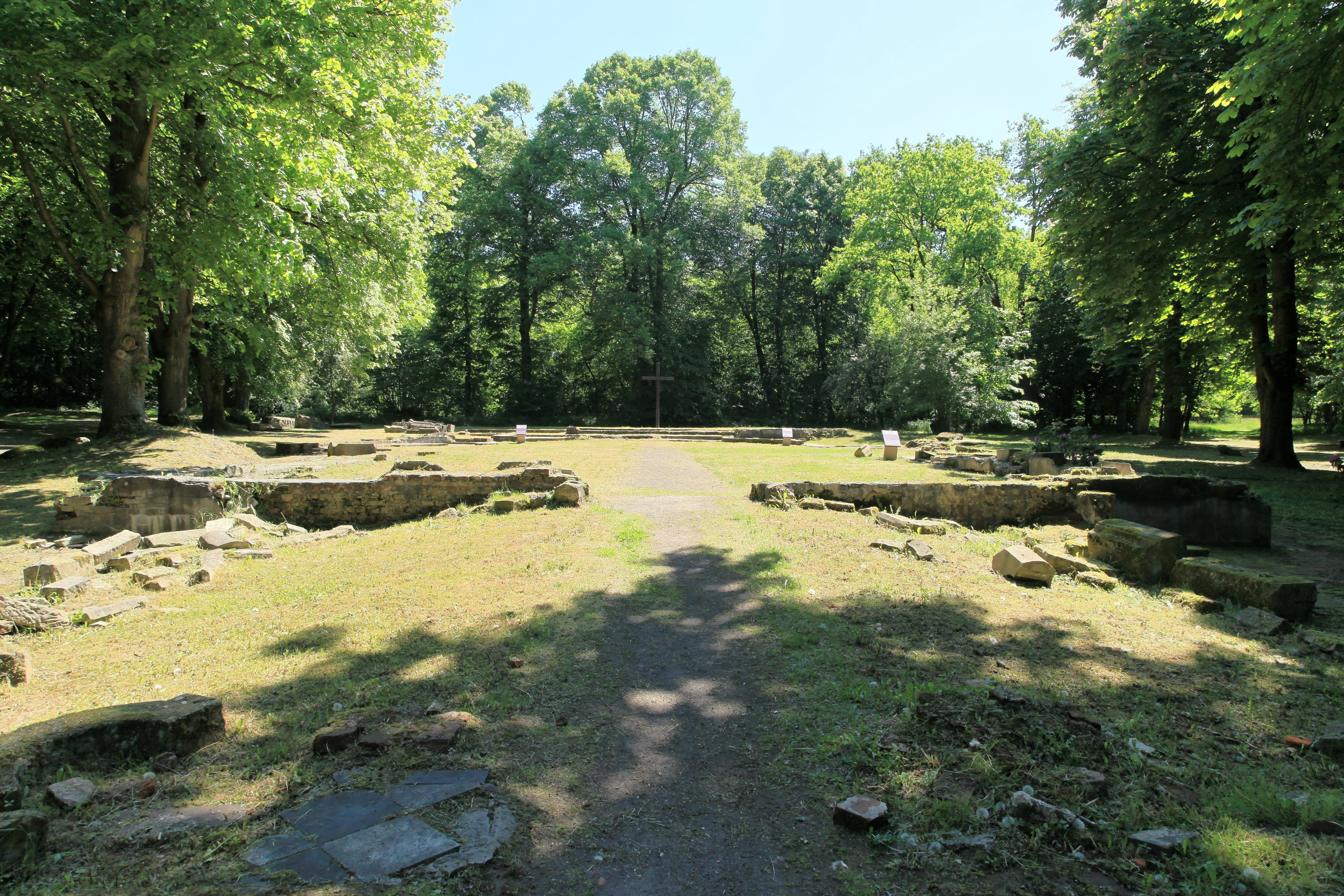
Grundmauern der St. Antoniuskirche
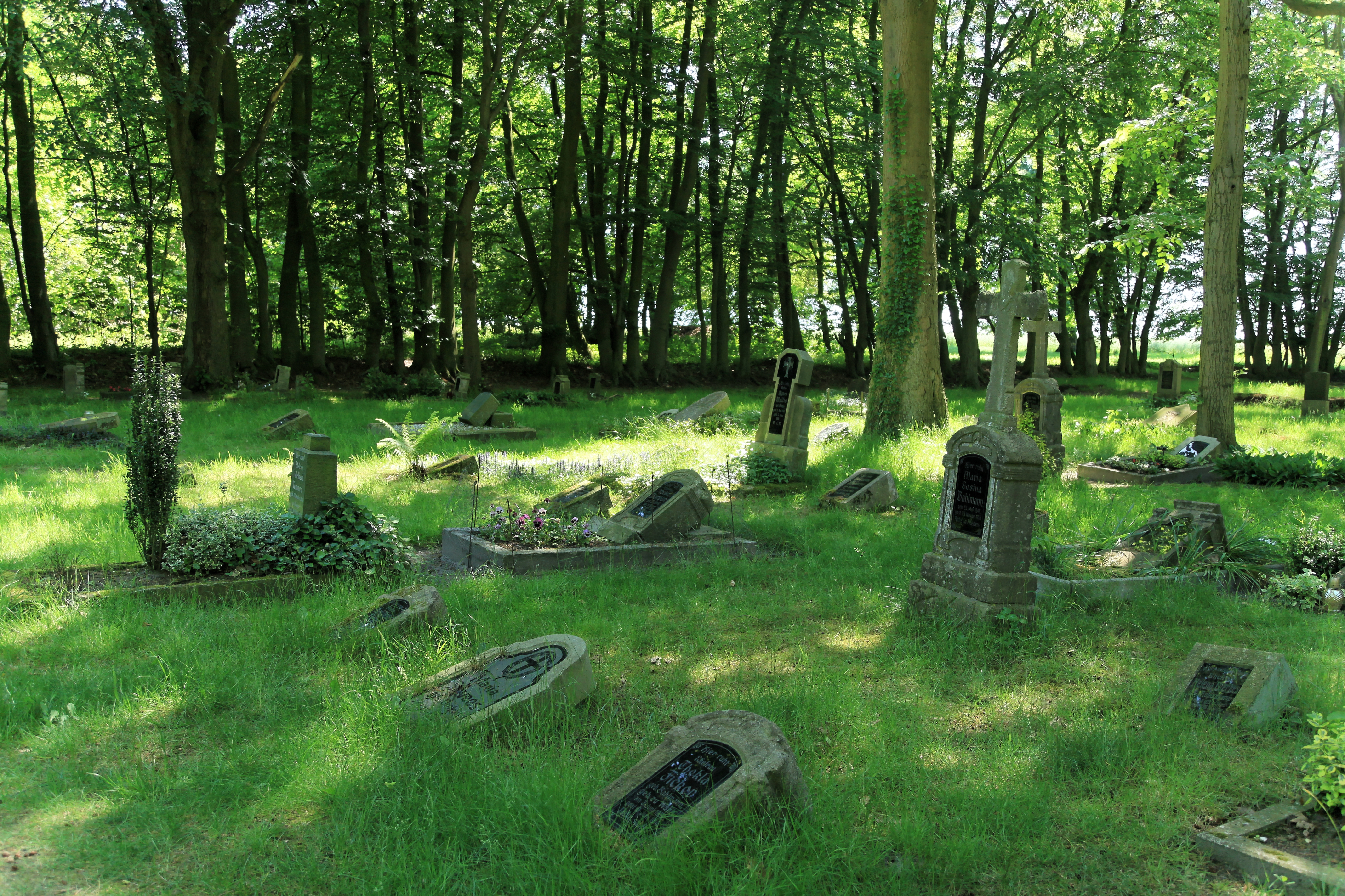
Friedhof Wahn